# اشتفان پیشلر
اشتفان پیشلر (به آلمانی: Stefan Pichler) (زاده ۷ نوامبر ۱۹۵۷) کارآفرین، بازرگان و مدیر ارشد اجرایی آلمانی است، که در حال حاضر به‌عنوان مدیر عامل اجرایی شرکت ایر برلین فعالیت می‌کند، همچنین از اعضای هیئت مدیره شرکت‌های ویرجین استرالیا و لوفت‌هانزا می‌باشد.